# Нагая, Евдокия Александровна

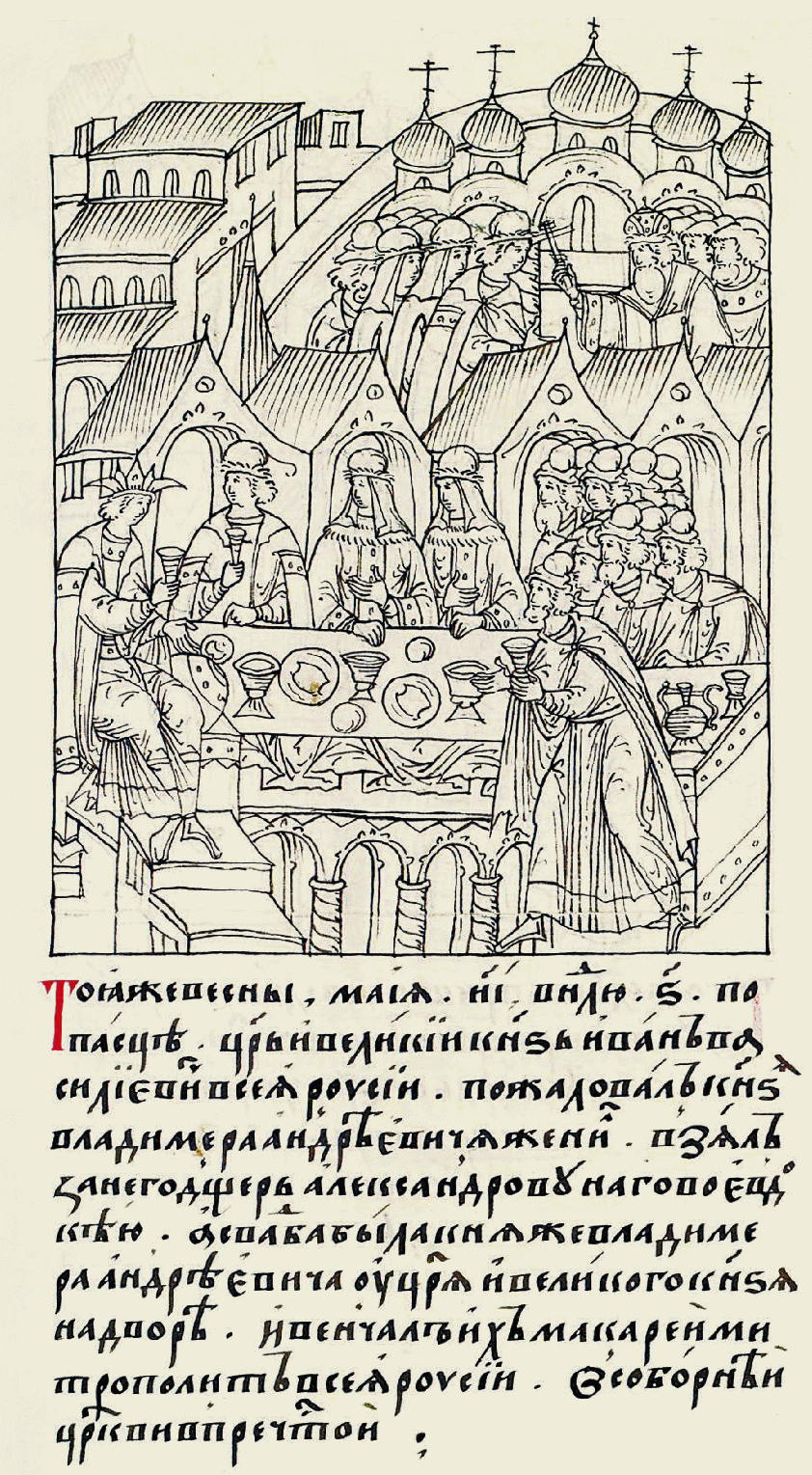
Свадьба Владимира и Евдокии

Евдокия Александровна Нагая (ум. в 1597 году) — княгиня, первая жена удельного старицкого князя Владимира Андреевича.
31 мая 1551 года Евдокия стала супругой князя Владимира, двоюродного брата царя Ивана IV. Этот брак способствовал возвышению рода Нагих (в 1580 году её племянница Мария Нагая стала седьмой женой Ивана Грозного).
По неизвестным причинам в 1555 году Евдокия приняла постриг в суздальском Покровском монастыре с именем Евпраксия. Исследователи пишут: «Свадьба Владимира и Евдокии была совершена в воскресенье 31 мая 1550 года. Спустя четыре года Владимир Андреевич разлюбил Евдокию (…). Он сослал её в Покровский монастырь, где она была пострижена под именем Евпраксии. Время ссылки Евдокии — примерно начало 1555 года, так как второй брак Владимира Андреевича — с Евдокией Романовной Одоевской был свершен 28 апреля 1555 года. Евпраксия прожила в Покровском монастыре около 50 лет. В 1578 году она возложила в Суздальский собор вышитый покров на гроб епископа Иоанна, а в 1581 году — второй покров, на гроб епископа Федора. Кроме этого она же в Покровский монастырь приложила серебряное блюдо с надписью: „Сие блюдо велела сделати в дом к Пресвятой богородице честного и славного ея Покрова, благоверного князя Владимира Андреевича княгиня старица Евпраксия“. Покровы и блюдо хранятся в Суздальском музее. Евдокия Нагая умерла около 1597 года. Вместе с ней в Покровский монастырь была заключена и её племянница Ирина Михайловна Нагая, дочь князя Михаила Александровича Нагого. Могилы их находятся в усыпальнице под соборным зданием».
Скончалась в монастыре около 1597 года и была погребена в усыпальнице Покровского собора.

## Дети
1. Василий Владимирович (1552—1573)
2. Старицкая Еуфимия (Евфимия) Владимировна (1553—1571)